# 르메르디앙 서울
르메르디앙 서울은 전원산업이 소유했었던 호텔로 신논현역 인근에 있었다. 1980년 남서울호텔로 개장하여 1995년 리츠칼튼 서울로 리모델링되었고 2017년 르메르디앙과 계약을 맺어 르 메르디앙 브랜드로 영업했으나, 2021년 2월 28일부로 버닝썬 게이트의 여파나 이슈로 문을 닫았다.

## 버닝썬
버닝썬은 르 메르디앙 서울에 입주한 클럽이었다. 버닝썬 사건이 터지면서 폭행 논란, 경찰 유착 의혹, 마약 논란으로 현재 폐업하였다. 버닝썬의 지분 42%는 전원산업이 가지고 있으며 그 회사 대표 최 모 씨는 서울강남경찰서 경찰발전위원으로 활동해 왔다. 빅뱅의 승리 또한 버닝썬의 운영에 참여해 왔다.